# Marko Ivanovitch Voïnovitch
Pour les articles homonymes, voir Voïnovitch.
Marko Ivanovitch Voïnovitch, né en 1750 à Herceg Novi au Monténégro et mort le 11 novembre 1807 à Vitebsk dans le gouvernement de Vitebsk, amiral russe, fut l'un des fondateurs de la Flotte de la mer Noire.

## Biographie
Né près de Kotor en Dalmatie (actuel Monténégro), de nationalité serbe, il avait pour ascendant le roi de Serbie Étienne Detchanski. En 1692, cette famille s'installa en baie de Kotor.

### Carrière militaire
En 1770, au grade d'enseigne de vaisseau, Marko Ivanovitch Voïnovitch fut accepté dans la Marine impériale de Russie. Affecté à Kronstadt, il fut transféré en Méditerranée. En 1771, il exerça le commandement sur le navire Aouza et à bord de la frégate Gloire. Le 2 novembre 1771, il participa au bombardement de la forteresse de Mytilène (située sur l'île de Lesbos). Au cours de la Guerre russo-turque (1768-1774), il détruisit dans le golfe de Lago sur les côtes d'Anatolie, dix navires de commerce turcs et en captura trois (1771). Pour cet acte de guerre, il fut décoré de l'Ordre de Saint-Georges (quatrième classe). La même année, il prit part à l'attaque menée contre la flotte turque. dans le golfe de Patras. En 1773, il effectua une expédition en Syrie et en Égypte, en 1774, il se distingua lors du siège et de la prise de Beyrouth. Au terme de ce conflit, il fut élevé au grade de lieutenant de marine. Jusqu'en 1777, il continua son service en mer Noire et en Méditerranée. Affecté dans la flotte de la mer Baltique, il commanda à bord de la frégate Saint-Marc.
En 1780, Marko Ivanovitch Voïnovitch exerça le commandement d'une escadre en mer Caspienne (la plus ancienne des flottilles militaires russes basées sur la mer Caspienne). En 1781, il dirigea une expédition en mer Caspienne et découvrit en mer des gisements de pétrole et de gaz près de l'île Chilov (île située au large de la péninsule d'Abşeron, à 55 kilomètres à l'est de Bakou). Le long des côtes persanes, il tenta de découvrir une nouvelle route commerciale reliant l'Inde à la Russie, mais, victime de la trahison de l'Aga Khan Mohammed, il fut capturé. Libéré peu de temps après, en 1783, il fut promu capitaine (premier rang) et transféré dans la flotte de la mer Noire. Il dirigea dans le port de Kherson la construction du navire Glorieuse Catherine et en 1785 dirigea la flottille de Sébastopol.
En 1787, il prit part au grade de contre-amiral à la Guerre russo-turque (1787-1792). Son expédition sur les côtes de Roumélie (partie de la Thrace et de la Macédoine) échoua : au cours d'une tempête, les navires de sa flottille se trouvèrent dispersés, une frégate fut coulée, un navire, la Marie-Madeleine, capturé par les Turcs. En 1788, le contre-amiral reprit la mer afin d'empêcher la flotte turque d'assiéger Otchakov (ville située en Tauride). Le 3 août 1788, il engagea le combat contre la flotte turque près de l'île Fidonisi (île aux Serpents). La flotte russe se composait de trente-six navires. Quant à la flotte turque placée sous le commandement du Grand Vizir Hassan Pacha, elle disposait de quarante-neuf bâtiments de guerre. Toutefois l'attaque de Marko Ivanovitch Voïnovitch fut considérée comme indécise. Malgré cela, il fut décoré de l'Ordre de Saint-Georges (troisième classe) Le prince Grigori Potemkine, satisfait des services du contre-amiral, ordonna son transfert en mer Caspienne en mars 1790.
En 1791, Voïnovitch fut démis de ses fonctions. Rappelé en 1796, il fut admis à siéger en qualité de membre de l'administration de l'Amirauté de la mer Noire et fut promu vice-amiral (1797). En 1801, il fut élevé au grade d'amiral de la marine impériale de Russie.
Le 29 juin 1805 Marko Ivanovitch Voïnovitch présenta sa démission. Il vécut ses années de retraite sur la côte dalmate.

### Décès
Marko Ivanovitch Voïnovitch mourut en 1807 à Vitebsk dans le gouvernement du même nom.

## À noter
L'auteur de La Vie et l'extraordinaire aventure du soldat Ivan Chokin (1969-1975), Les Candidats pour le trône (1979) Moscou 2042 (1987) Vladimir Nikolaïevitch Voïnovitch (1932-) prétend être un descendant de l'amiral Marko Ivanovitch Voïnovitch.

## Distinctions
- 1771 : Ordre de Saint-Georges (quatrième classe)
- 1784 : Ordre de Saint-Vladimir (quatrième classe))
- 1788 : Ordre de Saint-Georges (troisième classe))
- 1789 : Ordre de Sainte-Anne (première classe)

## Sources
- (en) Cet article est partiellement ou en totalité issu de l’article de Wikipédia en anglais intitulé « Marko Vojnović » (voir la liste des auteurs).

- (ru) Cet article est partiellement ou en totalité issu de l’article de Wikipédia en russe intitulé « Войнович, Марко Иванович » (voir la liste des auteurs).